# Comedy Central
Comedy Central là một kênh truyền hình cáp và truyền hình vệ tinh của Mỹ thuộc quyền sở hữu của Viacom Music and Entertainment Group, một đơn vị của Viacom Media Networks, công ty con của Viacom. Được giới hạn tới những khán giả người lớn, có độ tuổi từ 18 trở lên, kênh truyền hình phát sóng các chương trình hài kịch cho người lớn, dưới cả dạng các series tự sản xuất và các series phát sóng hợp tác và các chương trình hài độc thoại đặc biệt, cùng với các bộ phim.
Từ đầu những năm 2000, Comedy Central đã mở rộng trên quy mô toàn cầu với các kênh được bản địa hóa tại Đức, Cộng hòa Séc, Hungary, Israel, Ý, Mỹ Latinh, New Zealand, Hà Lan, Na Uy, Ba Lan, Tây Ban Nha, Thụy Điển, Đan Mạch, Cộng hòa Ireland, Vương quốc Anh, Ấn Độ, Brazil, Albania, Bosnia và Herzegovina, Bulgari, Bỉ, Croatia, Romania, Macedonia, Montenegro, Philippines, Serbia, Slovenia, Trung Đông và Châu Phi. Tất cả các kênh quốc tế đều được vận hành bởi Viacom International Media Networks.
Tính tới tháng 2 năm 2015, có xấp xỉ 93.992.000 hộ gia đình Mỹ (80,70% hộ gia đình có TV) được xem Comedy Central.

## Các kênh và dịch vụ độ nét cao
Tín hiệu đồng phát sóng độ nét cao 1080i của Comedy Central được bắt đầu năm 2009 và có mặt trên tất cả các nhà cung cấp truyền hình cáp và truyền hình vệ tinh lớn.

## Quốc tế
Các phiên bản được bản địa hóa của Comedy Central gồm có:
- Châu Phi[3]
- Vùng Ả Rập (MENA) [6]
- Úc
- Bỉ
- Brazil (bài viết bằng tiếng Bồ Đào Nha)
- Đan Mạch
- Đức, Áo và Thụy Sĩ
- Hungary
- Ấn Độ
- Israel
- Ý
- Mỹ Latinh
- New Zealand
- Hà Lan
- Na Uy
- Ba Lan
- Nam Phi
- Tây Ban Nha
- Thụy Điển
- Đài Loan
- Ukraina (sắp có)
- Vương quốc Anh & Ireland

Comedy Central Family:
- Hà Lan
- Ba Lan

Comedy Central Extra:
- Hà Lan
- Hungary
- Bulgaria
- Albania, Bosnia và Herzegovina, Croatia, Macedonia, Montenegro, Serbia và Slovenia[2]
- Vương quốc Anh & Ireland
- Romania

Paramount Comedy:
- Nga

Prima Comedy Central:
- Cộng hòa Séc (14 tháng 12 năm 2015) [7]